# Bojsno
Bojsno je vas na Bizeljskem gričevju v Občini Brežice. Spada h Krajevni skupnosti Globoko, cerkvenoupravno pa pod Župnijo Pišece. V jedru obcestno naselje leži ob cesti Globoko–Župelevec, na južnem robu Bizeljskega. K njemu spadajo zaselki Pesjak, Vogence, Makovce, ki so razloženi po gričevju nad Zevnikovim potokom (po domače Žabjekom) na zahodu in potokom Dramljo na vzhodu. Kmetije se ukvarjajo z živinorejo in poljedelstvom, pomembno je tudi vinogradništvo. Polja so večinoma na ravnini južno od jedra vasi in v smeri proti Župelevcu.

## Izvor krajevnega imena
Krajevno ime je verjetno izpeljano iz prvotnega  imena Bojcno (selo/polje), kar domnevno  vsebuje svojilni pridevnik hipokoristika Bojec, ki se je v rednem jezikovnem razvoji razvil iz Bojьcъ, ohranjenega v slovenskih priimkih Bojc, Bojec.  V starih listinah (Jožefinski vojaški zemljevid Slovenije) se kraj omenja leta 1763 kot Nawoissina in Novoissina.

## Zgodovina
1. novembra 1960 je bila odprta osnovna šola, ki je bila podružnica Osnovne šole Globoko. Njen šolski okoliš je obsegal poleg Bojsnega še vas Brezje pri Bojsnem in Piršenbreg – Slopno. V prvem letu je šolo obiskovalo 35 učencev. Šolo so ukinili 1. septembra 1965 po petih letih delovanja, 33 učencev pa so prepisali v Globoško šolo, pri čemer je za njihov prevoz Občina Brežice kupila kombi. V stavbi, ki je v nadaljnih letih ostajala več ali manj nevzdrževana, so bile občasne prireditve. Dokončno je bila porušena leta 2021.
Na Bojsnem se je leta 1917 rodil Karlo Umek, strelec in olimpionik, leta 1933 pa Mihael Žmavc, agronom in strokovnjak za kmetijsko mehanizacijo.

## Prebivalstvo
Število prebivalcev po letih:
| Leto      | 1869 | 1880 | 1890 | 1900 | 1910 | 1931 | 1948 | 1953 | 1961 | 1971 | 1981 | 1991 | 2002 |
| --------- | ---- | ---- | ---- | ---- | ---- | ---- | ---- | ---- | ---- | ---- | ---- | ---- | ---- |
| Št. preb. | 286  | 286  | 296  | 320  | 314  | 295  | 284  | 305  | 294  | 286  | 239  | 230  | 205  |

Etnična sestava 1991:
- Slovenci: 168 (73 %)
- Hrvati: 5 (2,2 %)
- Srbi: 1
- Neznano: 56 (24,3 %)